# Rubus calotemnus
Rubus calotemnus är en rosväxtart som beskrevs av A. van de Beek. Rubus calotemnus ingår i släktet rubusar, och familjen rosväxter. Inga underarter finns listade i Catalogue of Life.